# German Friedrich Killinger
German Friedrich Killinger (* 22. November 1775 in  Wunsiedel; † 24. Mai 1863 in Erlangen) war ein deutscher Beamter, Gutsbesitzer und Leiter des Aufschlagamtes Erlangen.

## Leben

### Herkunft und Familie
German Friedrich  Killinger entstammte einer Familie, die ihren Namen nach ihrem Herkunftsort Killingen, Ortsteil von Ellwangen, ableitet. Die Herren von Killingen bewohnten im 14./15. Jahrhundert die Burg Killingen und waren verwandt mit den Herren von Herren von Röhlingen.

Wappen derer von Killingen nach dem Neuen Siebmacher (1911)

Er war der Sohn des Johann Georg Killinger und dessen Ehefrau Johanna Sophie (von) Spangenberg (1749–1791).
Am 15. Juni 1800 hatte er in Goldkronach mit Johanna Ernestine Rhau (1776–18499) die Ehe geschlossen, aus der sechs Söhne und drei Töchter hervorgegangen sind. Johannas Schwester Maria Henriette (1774–1826) war mit Germans Bruder Eberhard verheiratet.

### Ausbildung und Beruf
Er meldete 1793 sich als Freiwilliger im königlich-preußischen Husaren-Bataillon Nr. 11, um am Krieg gegen Frankreich teilzunehmen. 1795 wechselte er in das Husaren-Bataillon von Saß, wo er 1797 Unteroffizier und 1800 als Invalide verabschiedet wurde. Fortan bewirtschaftete er sein Gut in Frensdorf, bis er  königlich-preußischer Gehilfe im Kastenamt wurde und später als Konzipist im Kammeramt Herzogenaurach tätig war.  Die Aufgabe der Kastenämter bestand u. a. darin, die Einnahmen des Landesherrn sorgfältig zu verwalten.  Am 23. Oktober 1810 erhielt er von der königlichen Kriegs- und Domänenkammer in Bayreuth  die Bestellung  als Unteraufschläger in Erlangen. 1813 wurde er dort Aufschläger und dann Vorsteher des Aufschlagamts. Die Aufschlagämter Bayerns waren Teile der königlichen Finanzverwaltung. Ihre Aufgabe lag darin, die von den Gewerbetreibenden für bestimmte Erzeugnisse zu erhebenden Aufschläge (heute Steuern) einzunehmen. Als Leiter des Amtes war er gegenüber dem König für die ordnungsmäßige Abwicklung des Verfahrens verantwortlich.
Killinger war  bis zu seinem Tode Leiter der Behörde.